# 日本云杉
日本云杉（学名：Picea torano）是松科云杉属的植物。分布在日本和中华人民共和国山东省青岛等地，目前尚未大面积人工引种栽培。